# Ctenanthe setosa
Ctenanthe setosa o papel de música es una planta herbácea originaria de Brasil que es cultivada como planta ornamental en muchos países tropicales. Su atractivo está en sus hojas en cuyos haces (cara superior o adaxial) se presentan bandas de verde intenso y verde claro, y en el envés (cara inferior o abaxial) un color morado o púrpura. 

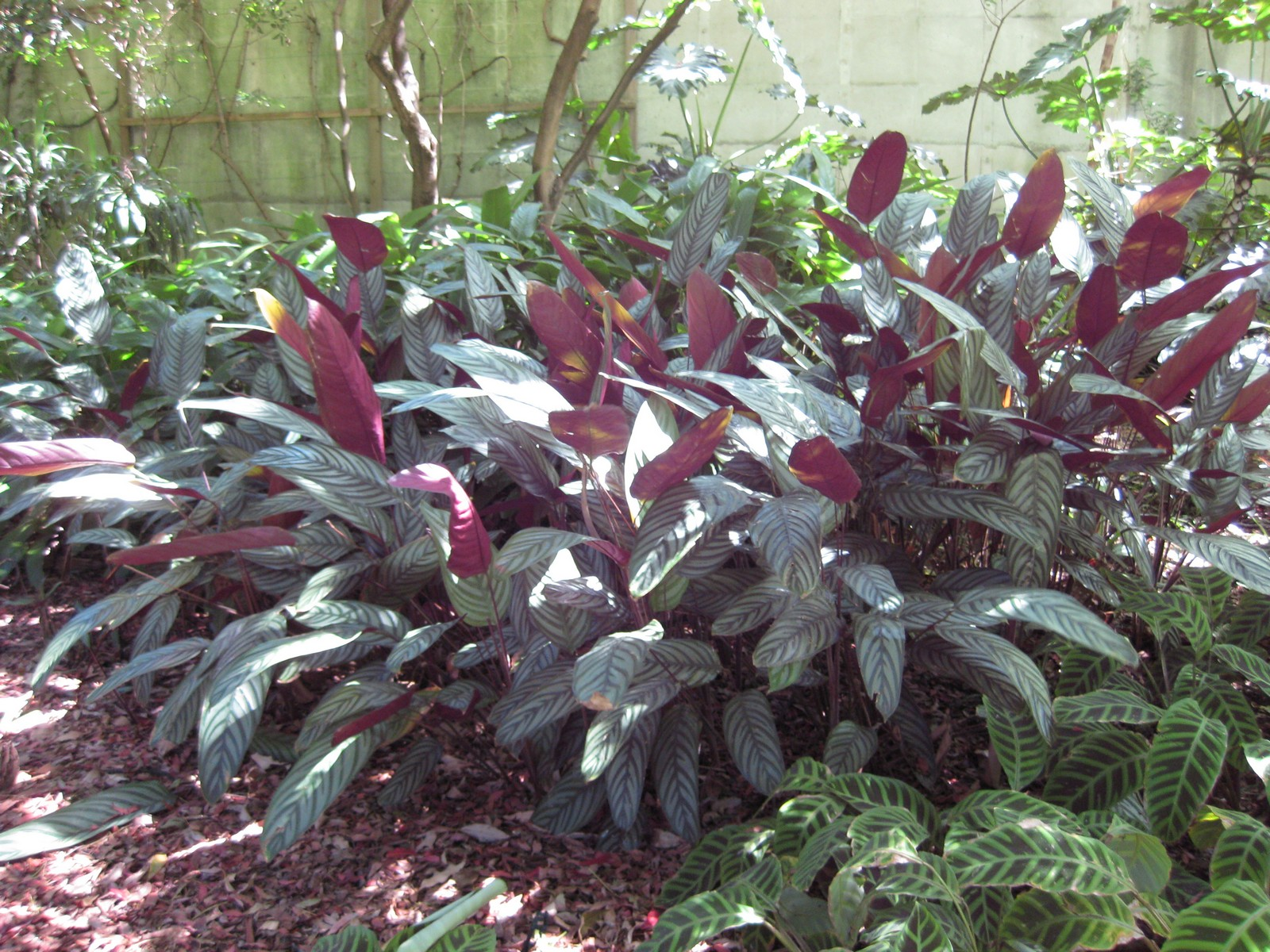
Vista de la planta

## Descripción
Las flores raras veces aparecen en plantas cultivadas, es propagada de manera asexual mediante divisiones; es una planta esciófila, id est, necesita sombra (al menos parcial).

## Taxonomía
Ctenanthe setosa fue descrito por August Wilhelm Eichler y publicado en Abh. Berl. Akad. (1884)
Etimología
Ctenanthe: nombre genérico 
setosa:epíteto que viene del latín y significa "piloso" y se refiere a la pilosidad que presenta. 
Sinonimia
- Maranta secunda Graham
- Maranta setosa (Roscoe) A.Dietr.
- Myrosma setosa (Roscoe) Benth.
- Phrynium hirsutum Körn.
- Phrynium setosum Roscoe
- Phrynium thyrsiflorum Petersen
- Stromanthe setosa (Roscoe) Gris
- Thalia setosa (Roscoe) K.Koch	[3]